# Malifesto
| Recensione       | Giudizio |
| ---------------- | -------- |
| All Music Italia | 9/10     |
| Newsic           | 8/10     |
| Rockol           | 8/10     |

Malifesto è il sesto album in studio della cantautrice italiana Malika Ayane, pubblicato il 26 marzo 2021 dalla Sugar Music. L'album arriva dopo tre anni dal precedente progetto discografico della cantautrice milanese, Domino.

## Tracce
1. Peccato originale – 3:47 (testo: Antonio Di Martino – musica: Antonio Di Martino, Antonio Filippelli, Daniel Gabriel Bestonzo)
2. Ti piaci così – 3:36 (testo: Malika Ayane – musica: Malika Ayane, Alessandra Flora, Rocco Rampino)
3. Telefonami – 3:26 (Antonio Di Martino, Lorenzo Urciullo, Luca Serpenti)
4. Come sarà – 3:33 (testo: Malika Ayane, Leonardo Pari – musica: Malika Ayane, Leonardo Pari, Shridhar Solanki, Sidh Solanki)
5. Per chi ha paura del buio – 3:43 (Malika Ayane, Luigi De Crescenzo)
6. Mezzanotte – 4:44 (Malika Ayane, Leonardo Pari)
7. A mani nude – 3:33 (Malika Ayane, Antonio Di Martino, Antonio Filippelli, Daniel Gabriel Bestonzo, Gianmarco Manilardi)
8. Brilla – 3:16 (Luigi De Crescenzo)
9. Formidabile – 2:46 (musica: Luuk Paul Cox, Audrey Tugendhaft)
10. Senza arrossire – 2:45 (testo: Malika Ayane – musica: Malika Ayane, Alessandra Flora, Rocco Rampino)

Traccia bonus nell'edizione digitale
1. Insieme a te non ci sto più – 3:08 (testo: Paolo Conte)

## Classifiche
| Classifica (2021) | Posizione massima |
| ----------------- | ----------------- |
| Italia            | 9                 |